# 밴쿠버 타이탄즈
밴쿠버 타이탄즈(영어: Vancouver Titans)는 오버워치 리그에 참가 중인 e스포츠 팀으로 2018년 9월 6일 창단되었고 현재 태평양 컨퍼런스 서부지구에 소속되어 있으며 한때 서울 다이너스티, 런던 스핏파이어, 뉴욕 엑셀시어와 함께 선수단 전원이 한국인으로만 구성되어 있는 팀들 가운데 하나였으나 2020 시즌 도중 한국 선수 전원이 방출되면서 밴쿠버 선수단은 이후 전원 외국인 선수로 구성되었다. 그래서 밴쿠버의 실력과 순위는 급격히 낮아졌다. 2020 시즌부터 NHL의 밴쿠버 캐넉스와 함께 로저스 아레나를 홈 구장으로 사용할 예정이다.

## 역사

### 오버워치 리그 2019 시즌
창단 첫 해 정규시즌 28경기에서 25승 3패·리그 1위·태평양 컨퍼런스 1위라는 압도적인 성적으로 8강 플레이오프에 진출했고 첫 경기에서 서울 다이너스티를 4-2로 물리쳤고 로스앤젤레스 글래디에이터스와의 4강전에서도 역시 4-2로 승리를 거두었으며 뉴욕 엑셀시어와의 승자 결승에서는 풀세트까지 가는 접전 끝에 4-3의 신승을 거두며 필라델피아 웰스 파고 센터에서 열리는 그랜드파이널 진출 자격을 얻었다. 그러나 정작 샌프란시스코 쇼크와의 그랜드파이널에서는 힘 한번 제대로 써보지도 못한 채 0-4의 완패를 당하면서 준우승에 만족해야만 했다.

### 2020년 로스터 전원 방출
팀의 선수 전원(이충희, 서민수, 김효종, 백찬형, 최현우, 박상범, 이주석, 김성준, 류제홍)과 코치진 전원이 계약 해지되며 공중분해되었다.

## 주요 성적
- 오버워치 리그 2019 시즌 스테이지 1 우승
- 오버워치 리그 2019 시즌 그랜드파이널 준우승

## 선수단

### 코칭스태프
- 감독 : 스티븐 코로널
- 코치 : 알리 안와르 에릭 페레즈
- 매니저 : 장준